# Zapasy na Letnich Igrzyskach Olimpijskich 2000 – kategoria do 63 kg w stylu klasycznym
Zmagania mężczyzn do 63 kg to jedna z ośmiu męskich konkurencji w zapasach w stylu klasycznym rozgrywanych podczas Letnich Igrzysk Olimpijskich 2000. Pojedynki w tej kategorii wagowej odbyły się w dniach 24 – 26 września.

## Klasyfikacja[1]
| Pozycja | Nazwisko             | Kraj              |
| ------- | -------------------- | ----------------- |
| 1       | Warteres Samurgaszew | Rosja             |
| 2       | Juan Luis Marén      | Kuba              |
| 3       | Akaki Czaczua        | Gruzja            |
| 4       | Beat Motzer          | Szwajcaria        |
| 5       | Bahodir Qurbonov     | Uzbekistan        |
| 6       | Kevin Bracken        | Stany Zjednoczone |
| 7       | Mychitar Manukian    | Kazachstan        |
| 8       | Hryhorij Kamyszenko  | Ukraina           |
| 9       | Yasutoshi Motoki     | Japonia           |
| 10      | Şeref Eroğlu         | Turcja            |
| 11      | Choi Sang-seon       | Korea Południowa  |
| 12      | Waghinak Galystian   | Armenia           |
| 13      | Gurbinder Singh      | Indie             |
| 14      | Riccardo Magni       | Włochy            |
| 15      | Micha’el Bajlin      | Izrael            |
| 16      | Yi Shanjun           | Chiny             |
| 17      | Witalij Żuk          | Białoruś          |
| 18      | Jasin Dżakrir        | Algieria          |
| 19      | Włodzimierz Zawadzki | Polska            |
| 20      | Rasoul Amani         | Nowa Zelandia     |

## Zasady[2]
- PP — Na punkty (Pokonany zdobył punkty)
- PO — Na punkty (Pokonany bez punktów)
- PA — Kontuzja
- ST — Przewaga (10 punktów różnicy, pokonany bez punktów)

## Wyniki[3]

### Rundy eliminacyjne

#### Grupa 1
| Zawodnik             | W | P | Punkty | Punkty techniczne |
| -------------------- | - | - | ------ | ----------------- |
| Warteres Samurgaszew | 2 | 0 | 6      | 13                |
| Şeref Eroğlu         | 1 | 1 | 5      | 2                 |
| Włodzimierz Zawadzki | 0 | 2 | 0      | 0                 |

|                      |                      | Punkty | Punkty techniczne |
| -------------------- | -------------------- | ------ | ----------------- |
| Warteres Samurgaszew | Şeref Eroğlu         | 3-1 PP | 5-2               |
| Włodzimierz Zawadzki | Warteres Samurgaszew | 0-3 PO | 0-8               |
| Şeref Eroğlu         | Włodzimierz Zawadzki | 4-0 PA | WO                |

#### Grupa 2
| Zawodnik       | W | P | Punkty | Punkty techniczne |
| -------------- | - | - | ------ | ----------------- |
| Kevin Bracken  | 1 | 1 | 4      | 14                |
| Choi Sang-seon | 1 | 1 | 4      | 10                |
| Riccardo Magni | 1 | 1 | 4      | 3                 |

|                |                | Punkty | Punkty techniczne |
| -------------- | -------------- | ------ | ----------------- |
| Kevin Bracken  | Choi Sang-seon | 3-1 PP | 12-5              |
| Riccardo Magni | Kevin Bracken  | 3-1 PP | 2-2               |
| Choi Sang-seon | Riccardo Magni | 3-1 PP | 5-1               |

#### Grupa 3
| Zawodnik           | W | P | Punkty | Punkty techniczne |
| ------------------ | - | - | ------ | ----------------- |
| Akaki Czaczua      | 2 | 0 | 7      | 17                |
| Waghinak Galystian | 1 | 1 | 4      | 7                 |
| Yi Shanjun         | 0 | 2 | 1      | 2                 |

|                    |                    | Punkty | Punkty techniczne |
| ------------------ | ------------------ | ------ | ----------------- |
| Akaki Czaczua      | Yi Shanjun         | 4-0 ST | 11-0              |
| Waghinak Galystian | Akaki Czaczua      | 1-3 PP | 5-6               |
| Yi Shanjun         | Waghinak Galystian | 1-3 PP | 2-2               |

#### Grupa 4
| Zawodnik         | W | P | Punkty | Punkty techniczne |
| ---------------- | - | - | ------ | ----------------- |
| Bahodir Qurbonov | 2 | 0 | 6      | 10                |
| Micha’el Bajlin  | 1 | 1 | 3      | 1                 |
| Witalij Żuk      | 0 | 2 | 1      | 1                 |

|                  |                  | Punkty | Punkty techniczne |
| ---------------- | ---------------- | ------ | ----------------- |
| Witalij Żuk      | Micha’el Bajlin  | 0-3 PO | 0-1               |
| Bahodir Qurbonov | Witalij Żuk      | 3-1 PP | 6-1               |
| Micha’el Bajlin  | Bahodir Qurbonov | 0-3 PO | 0-4               |

#### Grupa 5
| Zawodnik          | W | P | Punkty | Punkty techniczne |
| ----------------- | - | - | ------ | ----------------- |
| Juan Luis Marén   | 3 | 0 | 9      | 17                |
| Mychitar Manukian | 2 | 1 | 8      | 22                |
| Gurbinder Singh   | 1 | 2 | 4      | 6                 |
| Jasin Dżakrir     | 0 | 3 | 1      | 1                 |

|                   |                   | Punkty | Punkty techniczne |
| ----------------- | ----------------- | ------ | ----------------- |
| Juan Luis Marén   | Gurbinder Singh   | 3-0 PO | 8-0               |
| Mychitar Manukian | Jasin Dżakrir     | 4-0 ST | 11-0              |
| Juan Luis Marén   | Mychitar Manukian | 3-1 PP | 5-3               |
| Gurbinder Singh   | Jasin Dżakrir     | 3-0 PO | 3-0               |
| Juan Luis Marén   | Jasin Dżakrir     | 3-1 PP | 4-1               |
| Gurbinder Singh   | Mychitar Manukian | 1-3 PP | 3-8               |

#### Grupa 6
| Zawodnik            | W | P | Punkty | Punkty techniczne |
| ------------------- | - | - | ------ | ----------------- |
| Beat Motzer         | 3 | 0 | 10     | 22                |
| Hryhorij Kamyszenko | 2 | 1 | 8      | 14                |
| Yasutoshi Motoki    | 1 | 2 | 6      | 18                |
| Rasoul Amani        | 0 | 3 | 0      | 0                 |

|                  |                     | Punkty | Punkty techniczne |
| ---------------- | ------------------- | ------ | ----------------- |
| Yasutoshi Motoki | Beat Motzer         | 1-3 PP | 3-8               |
| Rasoul Amani     | Hryhorij Kamyszenko | 0-4 ST | 0-10              |
| Yasutoshi Motoki | Rasoul Amani        | 4-0 ST | 14-0              |
| Beat Motzer      | Hryhorij Kamyszenko | 3-1 PP | 3-1               |
| Yasutoshi Motoki | Hryhorij Kamyszenko | 1-3 PP | 1-3               |
| Beat Motzer      | Rasoul Amani        | 4-0 ST | 11-0              |

### Runda finałowa
|  | Ćwierćfinały         | Ćwierćfinały         | Ćwierćfinały |  |  | Półfinały            | Półfinały            | Półfinały       |   |                      | Finał                | Finał         | Finał       |
|  |                      |                      |              |  |  |                      |                      |                 |   |                      |                      |               |             |
|  | Warteres Samurgaszew | Warteres Samurgaszew | 11           |  |  |                      |                      |                 |   |                      |                      |               |             |
|  | Kevin Bracken        | Kevin Bracken        | 5            |  |  | Warteres Samurgaszew | Warteres Samurgaszew | 7               |   |                      |                      |               |             |
|  | Akaki Czaczua        | Akaki Czaczua        | 3            |  |  | Akaki Czaczua        | Akaki Czaczua        | 4               |   |                      |                      |               |             |
|  | Bahodir Qurbonov     | Bahodir Qurbonov     | 2            |  |  |                      |                      |                 |   | Warteres Samurgaszew | Warteres Samurgaszew | 3             |             |
|  |                      |                      |              |  |  |                      | Juan Luis Marén      | Juan Luis Marén | 0 |                      |                      |               |             |
|  |                      |                      |              |  |  | Juan Luis Marén      | Juan Luis Marén      | 3               |   |                      |                      |               |             |
|  |                      |                      |              |  |  | Beat Motzer          | Beat Motzer          | 0               |   |                      | o 3 miejsce          | o 3 miejsce   | o 3 miejsce |
|  |                      |                      |              |  |  |                      |                      |                 |   |                      |                      |               |             |
|  |                      |                      |              |  |  |                      |                      |                 |   |                      | Akaki Czaczua        | Akaki Czaczua | 6F          |
|  |                      |                      |              |  |  |                      |                      |                 |   |                      | Beat Motzer          | Beat Motzer   | 2           |

|  |                  |    |
|  | o 5 miejsce      |    |
|  |                  |    |
|  |                  |    |
|  |                  |    |
|  | Kevin Bracken    | 0  |
|  | Kevin Bracken    | 0  |
|  | Bahodir Qurbonov | 10 |
|  | Bahodir Qurbonov | 10 |
|  |                  |    |